# Ваккерсберг
Ваккерсберг (нем. Wackersberg) — община в Германии, курорт, расположен в земле Бавария.
Подчиняется административному округу Верхняя Бавария. Входит в состав района Бад-Тёльц-Вольфратсхаузен. Население составляет 3635 человек (на 31 декабря 2010 года). Занимает площадь 64,83 км².

## Население
По оценке на 31 декабря 2015 года население общины Ваккерсберг составляет 3523 чел. 

| Дата      | 1840 | 1871 | 1900 | 1925 | 1939 | 1950 | 1961 | 1970 | 1987 | 2011 |
| --------- | ---- | ---- | ---- | ---- | ---- | ---- | ---- | ---- | ---- | ---- |
| Население | 1398 | 1261 | 1252 | 1458 | 1501 | 2390 | 2256 | 2303 | 2763 | 3410 |

| Год       | 1960 | 1970 | 1980 | 1990 | 2000 | 2009 | 2010 | 2011 | 2012 | 2013 | 2014 | 2015 |
| --------- | ---- | ---- | ---- | ---- | ---- | ---- | ---- | ---- | ---- | ---- | ---- | ---- |
| Население | 2271 | 2343 | 2867 | 2863 | 3427 | 3613 | 3635 | 3354 | 3387 | 3434 | 3493 | 3523 |

## Города-побратимы
- Иффиньяк (Франция, с 2002)[9]